# Florinas
Florinas est une commune italienne d'environ 1 600 habitants située dans la province de Sassari dans la région Sardaigne en Italie.

## Administration
| Période                                  | Période | Identité | Étiquette | Qualité |
| ---------------------------------------- | ------- | -------- | --------- | ------- |
|                                          |         |          |           |         |
| Les données manquantes sont à compléter. |         |          |           |         |

### Communes limitrophes
Banari, Cargeghe, Codrongianos, Ittiri, Ossi, Siligo

### Évolution démographique
Habitants recensés